# عباس آل طوق
عباس آل طوق (19 يوليو 1985) لاعب كرة قدم بحريني يلعب حاليا لصالح نادي الدرجة الأولى سترة البحريني في مركز حارس المرمى من 2003.